# Spider-Man Noir : Les Yeux sans visage
 (février 2012).
Spider-Man Noir : Les Yeux sans visage (Eyes without a Face) est la deuxième mini-série de comics en 4 épisodes mettant en scène Spider-Man dans la collection « Marvel Noir ». Elle est publiée par Marvel Comics en 2009.
L'histoire est publiée en français par Marvel France dans l'album Les Yeux sans visage en 2010.

## Auteurs
- Scénario : David Hine et Fabrice Sapolsky
- Dessin : Carmine Di Giandomenico
- Couleurs : Carmine Di Giandomenico

## Synopsis
Alors que les effets de la Grande Dépression se font encore sentir, le Président des États-Unis Franklin Roosevelt met en œuvre sa politique du New Deal. Peter Parker, alias Spider-Man, est lui aussi épris de justice et d'équité. Il doit d’abord régler ses comptes avec l'homme qui a succédé au Bouffon à la tête de la pègre, le Maître du Crime.

## Liste des personnages
- Peter Parker/Spider-Man : justicier vengeur, il tente de mettre le Maître du Crime hors d'état de nuire.

- « Robbie » Robertson : journaliste au Negro World, c'est le meilleur ami de Peter. Ils enquêtent tous les deux sur le Dr Octavius.

- May Parker : tante et mère adoptive de Peter. Elle est également porte-parole d'une association de SDF et gérante d'une soupe populaire.

- Mary Jane Watson : amie d'enfance de Peter, elle est secrètement amoureuse de lui. Elle aide Tante May à la soupe populaire.

- Agent Jean De Wolfe : enquêtrice du F.B.I, qui traque le Maître du Crime.

- Josef Ansell : patron du Maître du Crime. Il est le fondateur du Parti Nazi américain.

- Sammy/Le Maître du Crime : caïd de la pègre New Yorkaise, c'est un homme sadique et totalement dénué d'émotion. Il sort avec Félicia.

- Sandman : garde du corps du Maître du Crime. Il ne ressent pas la douleur et a une force herculéenne.

- Félicia Hardy : patronne du Black Cat et petite amie du Maître du Crime. Elle est également la maîtresse de Peter Parker.

- Dr Otto Octavius/Docteur Octopus : brillant scientifique d'origine allemande, il est dans un fauteuil roulant à cause d'une maladie congénitale. C’est un partisan nazi.

- Fat Larry : tenancier du Seventh Heaven.